# Xã Plainfield, Quận Will, Illinois
Xã Plainfield (tiếng Anh: Plainfield Township) là một xã thuộc quận Will, tiểu bang Illinois, Hoa Kỳ. Năm 2010, dân số của xã này là 80.318 người.